# Autobusová doprava Českých drah

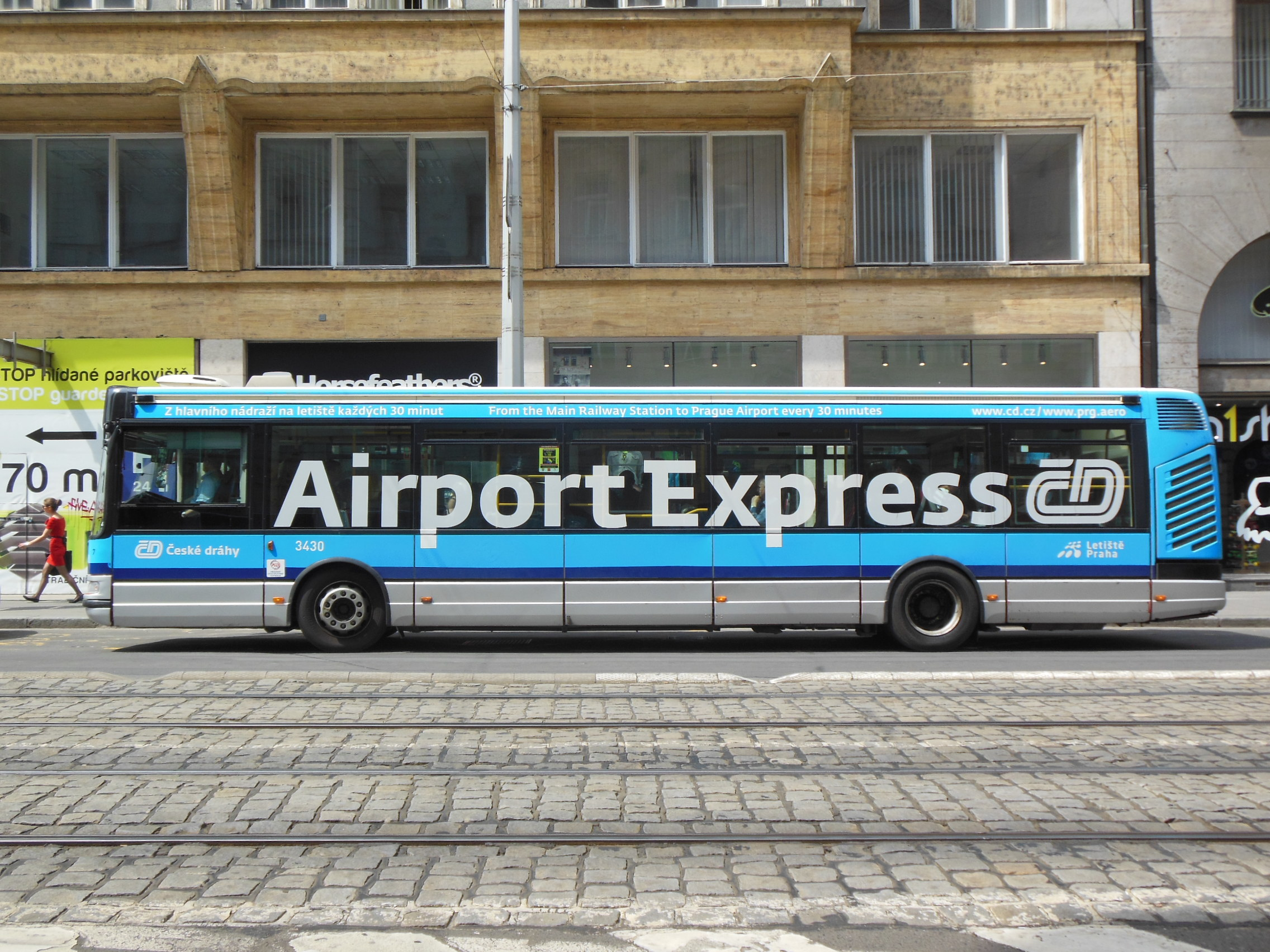
Autobus Dopravního podniku hl. m. Prahy v korporátním nátěru Českých drah na lince Airport Express v Praze

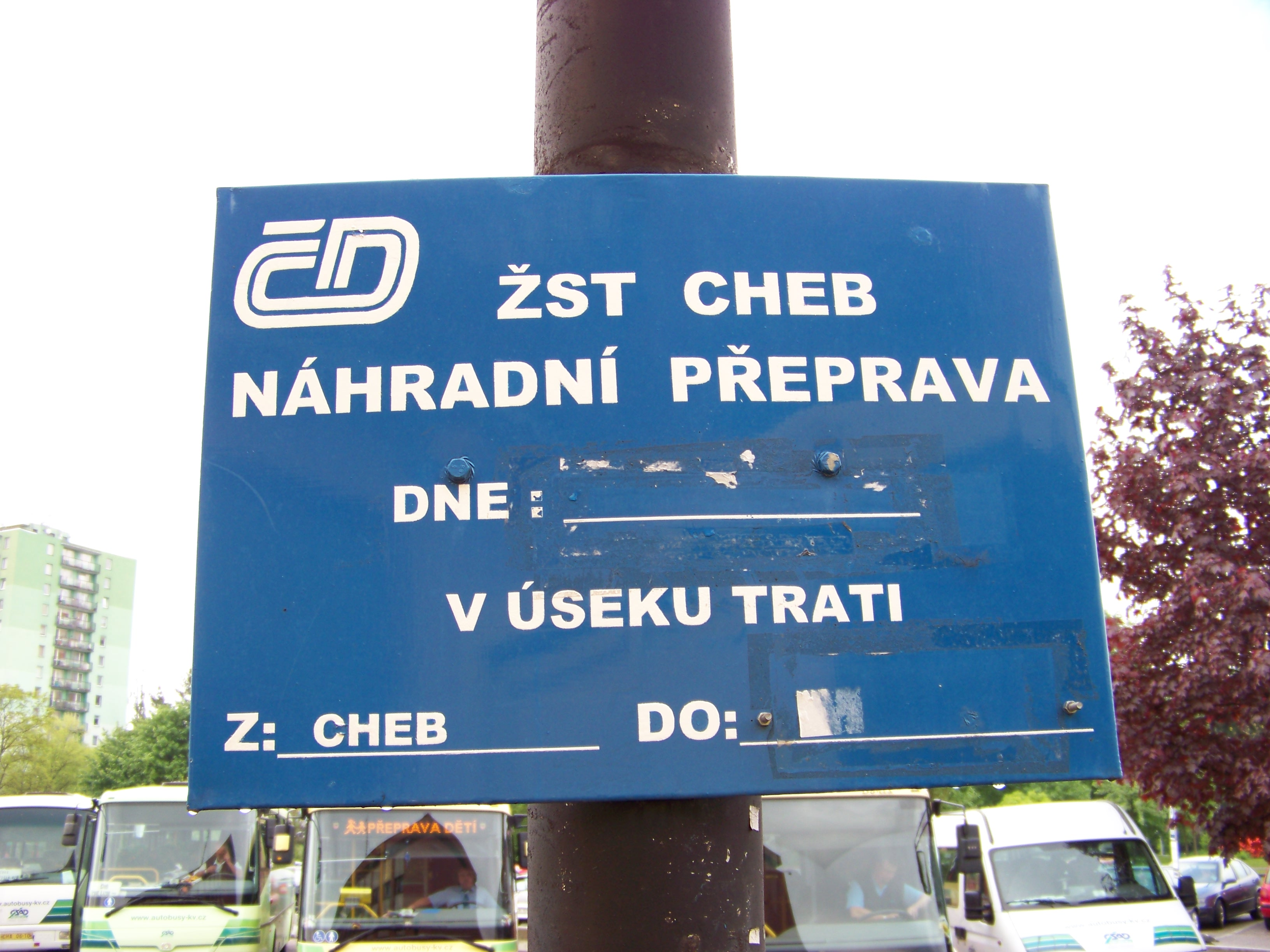
Označení zastávky náhradní autobusové dopravy ČD

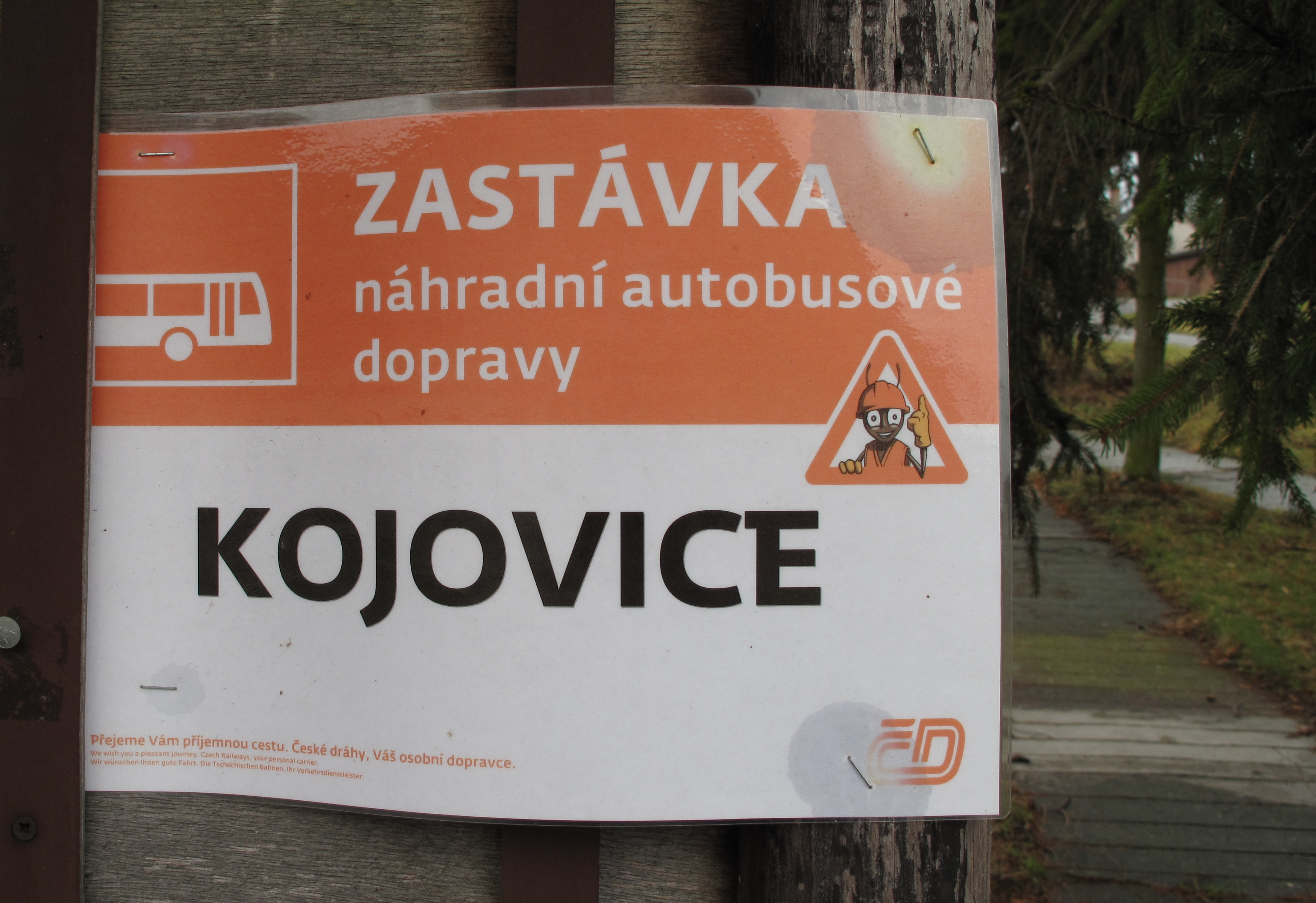
Označení zastávky náhradní autobusové dopravy ČD

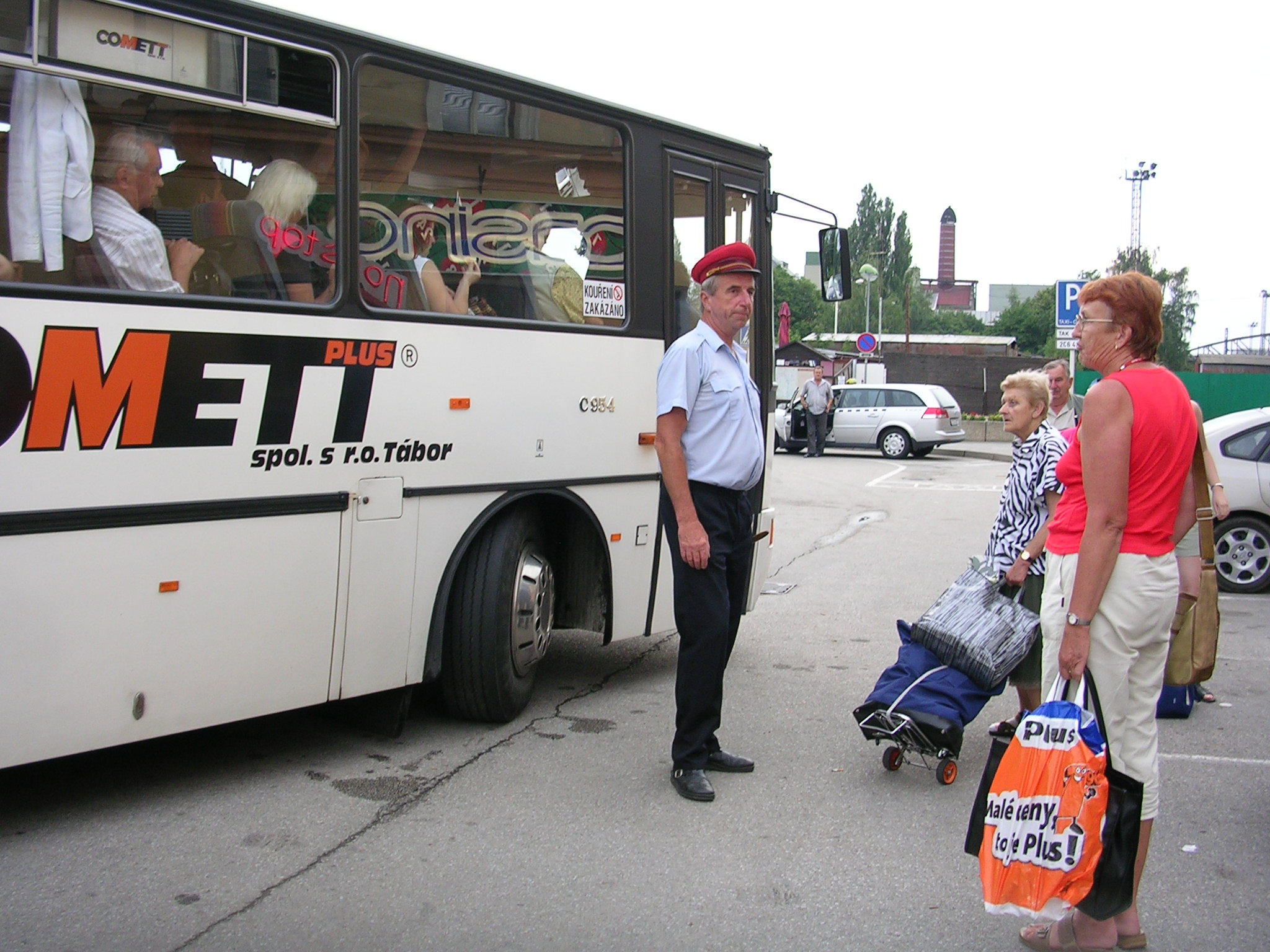
Výpravčí Českých drah u autobusu náhradní dopravy v Táboře v roce 2006

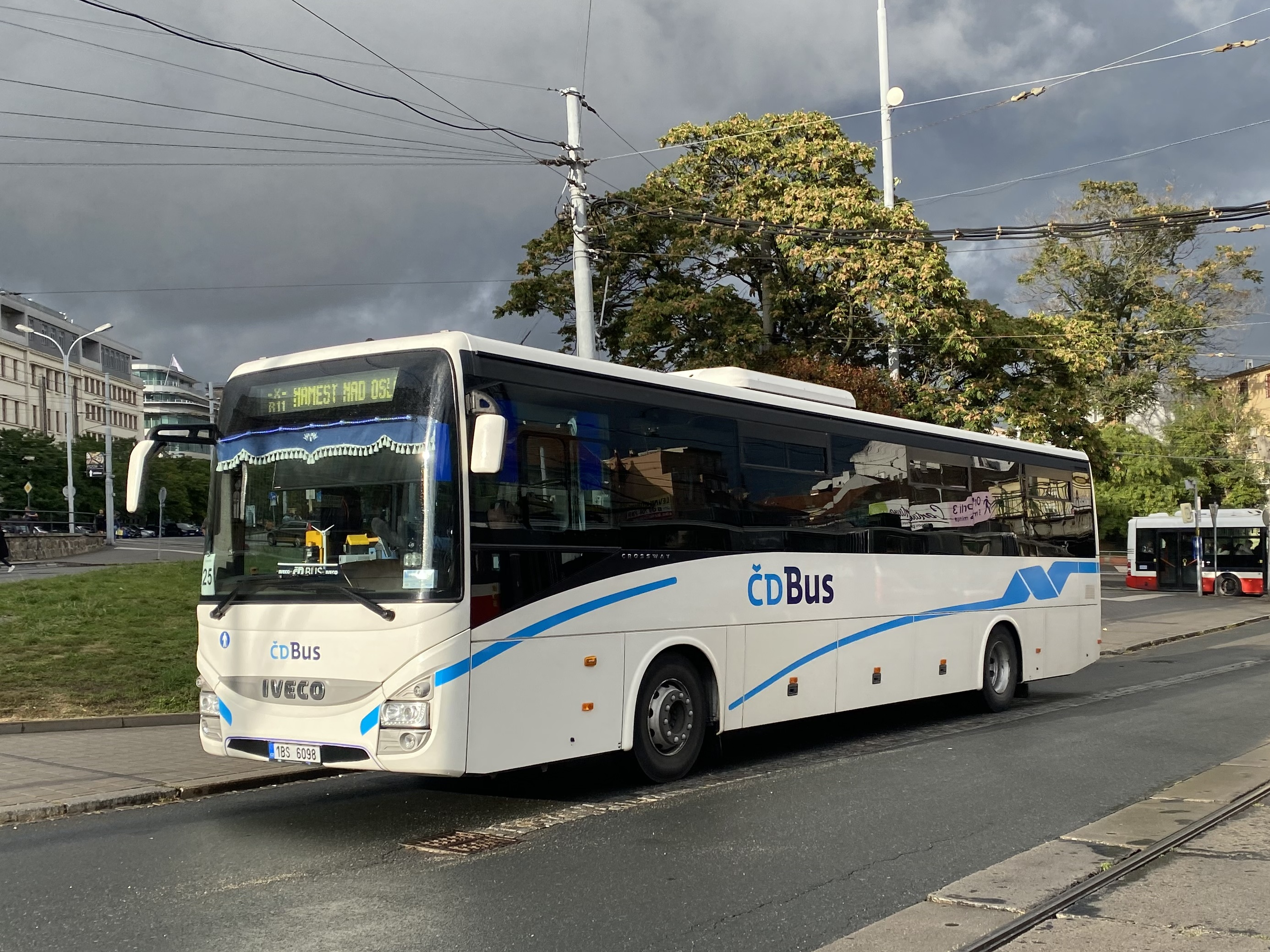
Autobus dopravce ČD Bus při výluce

České dráhy a.s. mají v § 8 zákona č. 77/2002 Sb. jako svůj předmět podnikání uvedeno provozování železniční dopravy, opakovaně však zasahují i do autobusové dopravy. Prostřednictvím dodavatelských dopravců zajišťují náhradní autobusovou dopravu za svoji přerušenou železniční dopravu. V partnerství s jinými dopravci objednávají nebo se podílejí na objednávání mezinárodní autobusové linky doplňující páteřní síť železniční dopravy a na objednávání několika lokálních či regionálních autobusových linek zajišťujících návaznost na železniční dopravu pod značkami ČD Bus nebo ČD Line. V dubnu 2022 České dráhy a.s. koupily vyškovského autobusového dopravce VYDOS BUS a.s. a avizovaly záměr přejmenovat společnost na ČD Bus a využívat ji pro zajišťování náhradní autobusové dopravy vlastní společností.

## Náhradní autobusová doprava
Dopravcům ve veřejné drážní dopravě náleží podle § 36 písm. h) zákona č. 266/1994 Sb., o dráhách, povinnost zajistit náhradní dopravu za drážní dopravu přerušenou z důvodu nehody nebo z provozních důvodů, pro které nelze přepravu dokončit drážním vozidlem, kterým bylo započato plnění přepravní smlouvy. Pro případ, kdy je drážní doprava přerušena z důvodu omezení provozování dráhy, musí provozovatel dráhy omezení dle § 23b a 23c drážního zákona projednat i s dotčenými dopravci, drážní zákon však výslovně nestanoví povinnost zajištění náhradní dopravy ani komu by tato povinnost náležela. Stanoví však v § 36 odst. 2–4 stanoví podmínky a rozsah, v jakém má dopravce vůči provozovateli dráhy nárok na náhradu nákladů přímo souvisejících se zabezpečováním náhradní dopravy. Podmínky pro provozování náhradní autobusové dopravy stanoví zákon č. 111/1994 Sb., o silniční dopravě, speciálně zejména v § 18c, přičemž pro provozování náhradní autobusové dopravy, která nepřesahuje 90 kalendářních dnů po sobě jdoucích, se nevyžaduje udělení licence a schválení jízdního řádu.
Náhradní doprava za přerušenou železniční dopravu má zpravidla podobu náhradní autobusové dopravy (NAD). Do roku 2022 skupina České dráhy neměla žádné vlastní autobusy ani vlastního autobusového dopravce a náhradní dopravu zajišťovala objednáváním u různých, zpravidla místních autobusových dopravců. V reakci na skutečnost, že v některých případech NAD platily České dráhy za NAD i několikanásobek běžné sazby za kilometr, proběhl v letech 2021–2022 rozsáhlý audit, který odhalil nedostatky v zajišťování NAD. Společnost České dráhy a.s. se rozhodla výsledky auditu nezveřejnit.
Na návaznosti na dokončení auditu se České dráhy a.s. v říjnu 2021 rozhodly vypsat pro každý kraj soutěž, v níž by byla vybrála společnost, u které by po dobu 4 let trvání smlouvy České dráhy objednávaly operativní náhradní autobusovou dopravu při mimořádnostech. V soutěži byl kladen důraz především na rychlost reakce a spolehlivost daného dopravce při neplánovaných mimořádnostech. Tyto smlouvy se však neměly týkat plánovaných výluk.
4. února 2022 Národní centrála proti organizovanému zločinu oznámila, že policie obvinila 7 lidí a 2 firmy kvůli ovlivňování veřejných zakázek, které se týkaly zajištění náhradní autobusové dopravy, přímá škoda byla vyčíslena na více než 3 miliony Kč. Kauza zahrnuje soutěže na zajištění dopravy při plánovaných drážních výlukách, při nichž se podle obvinění organizovaná skupina lidí dopustila zjednání výhody při zadání veřejné zakázky, pletich a podvodu tím, že získala v roce 2020 prostřednictvím bývalého zaměstnance ČD informace o cenových nabídkách, které dodali soutěžící u probíhajících poptávkových řízení. V případě dvou zakázek došlo k dokonání trestné činnosti a 6 zakázek zůstalo ve stadiu pokusu.
V letech 2009 a 2018 České dráhy připravovaly záměr provozovat náhradní autobusovou dopravu vlastními silami, v roce 2022 pak za tímto účelem koupily vyškovskou autobusovou společnost VYDOS BUS a.s., kterou hodlají přejmenovat na ČD Bus.

## Airport Express
Od 11. prosince 2005 objednávají České dráhy u Dopravního podniku hl. m. Prahy provozování linky Airport Express, která je součástí smlouvy o závazku veřejné služby mezi hlavním městem Prahou zastoupeným organizací ROPID a Českými drahami. Platí na ní speciální nepřestupný tarif PID i tarif Českých drah. Původně byla zavedena současně s vlaky SC Pendolino, které byly provozovány jako společné (codesharové) spoje ČD a ČSA pod kódovým označením SC*/OK.

## Autobusová divize ČD
V době, kdy vláda připravovala vyčlenění osobní železniční dopravy Českých drah do jedné či dvou dceřiných společností, se 17. března 2009 objevila v médiích zpráva, že České dráhy hodlají vybudovat také divizi pro autobusovou dopravu. Koncepci měl vytvořit dosavadní náměstek pro osobní dopravu Petr Moravec, který do konce ledna 2008 byl generálním ředitelem Veolia Transport Česká republika a od února 2008 přešel do vedení Českých drah. Žádný z plánů se však tehdy nakonec neuskutečnil.

## Spoluúčast na lince DB-Expressbus
Od 9. srpna 2009 se České dráhy spoluúčastní provozování autobusové linky DB-Expressbus / SuperCity Bus na trase Praha–Norimberk. Šest párů spojů budou autobusy SETRA s dvěma cestovními třídami provádět německé dráhy DB. Linka je integrována do tarifních nabídek DB i Českých drah, přičemž České dráhy linku řadí do sítě spojů SuperCity. České dráhy přitom potvrdily, že rozvoj autobusové dopravy doplňující páteřní železniční dopravu patří k jejich strategickým záměrům do budoucna a že spoluúčast na této lince je jednou z prvních vlaštovek realizace. Pro dálkové spojení mezi Mnichovem a Prahou, zavedené v prosinci 2011, si však DB vybraly jako partnera konkurenta Českých drah, soukromou společnost Student Agency.

## Regionální doprava
Původně se uvažovalo o tom, že by autobusy Českých drah nahrazovaly nerentabilní regionální železniční dopravu, ale protože stát prozatím pro rok 2010 garantoval, že ji bude dotovat, rozvojová koncepce se soustředila na návaznou dopravu k nádražím. V listopadu 2009 tým vedený Petrem Moravcem informoval, že prověřil dopravní situaci tří tisíc českých měst a došel k závěru, že ve dvaceti z nich je nedořešená doprava k nádraží a z nich 7 je pro ČD zajímavých. 8. dubna 2010 České dráhy informovaly o svých záměrech provozovat regionální autobusovou dopravu dotovanou kraji. Služba měla nést název ČD Line a měla se zaměřit na malokapacitní autobusy (minibusy a midibusy s obsaditelností do 25 osob) navazující na železnici. Podrobně zpracovány byly návrhy 7 linek o délce 2 až 38 kilometrů a návrhy dalších 18 linek se připravovaly. Trasy ani oblasti, jichž se návrhy týkají, ani předpokládaný termín zavedení ČD v té době nezveřejnily, zmínily však vstřícnou reakci zastupitelů západočeského města Chodov nebo Bělé pod Bezdězem a trasu Olbramovice – Votice. Rovněž byla zmíněna možnost okružní linky z obytných čtvrtí v Českém Brodě.
V autobusech ČD Line by měl platit tarif ČD i jejich systém slev. Vozidla by si České dráhy údajně měly pronajímat od jiných dopravců.
Od 1. května 2012 začala, pod značkou ČD Bus, jezdit první taková linka, v trase Hranice – Nový Jičín město – Příbor – Frýdek-Místek (číslo linky 920089.) Zastávky jsou vesměs přímo u staničních budov, pouze v Příboru u kostela. Na lince jezdí dvě vozidla ve dvouhodinovém taktu, v Hranicích na Moravě je garantován přestup na vlakové spojení s Prahou. Autobus je povinně místenkový, všechna místa 2. třídy, místenku lze bezplatně získat i u autobusu. Jízdné je podle vlakového tarifu a s 25% slevou i bez IN-karty u jednoduchých a zpátečních jízdenek, jízdenky IDS zde neplatí, jde o podnikání na komerční riziko. Podle tiskové zprávy ČD autobusový provoz pro ČD zajišťuje Veolia Transport Morava, podle BUSportálu však jsou však na linku nasazeny vozy Veolia Transport Východní Čechy. Na autobusy navazují expresní vlaky Českých drah směrem do Prahy; tato nabídka je reakcí na síť RegioJetu, který rovněž sváží cestující z Frýdku-Místku autobusy ke svým vlakům do Olomouce. Na konci října 2013 České dráhy oznámily, že od 15. prosince 2013 provoz této linky skončí. Čtyřletou smlouvu s Arriva Transport vypověděly. ČD zrušení linky zdůvodnily tím, že se zlepšily přípojné vazby mezi vlaky v Ostravě směrem do a z Frýdku-Místku. IDnes změnu dává do souvislosti s nástupem nového managementu ČD a zrušením železniční linky D1 Express.

## Linka Ostrava–Krakov
Další linka ČD BUS byla zavedena od 1. března 2015 pod licenčním číslem 000083 v trase Ostrava – Krakov, mezi hlavními nádražími v obou městech s mezizastávkou na krakovském letišti (vnitrostání přeprava v Polsku mezi krakovským letištěm a nádražím je povolena), a to jedním párem spojů denně v sezóně od března do října. Na základě výběrového řízení ji provozuje Arriva Morava a. s. autobusy MAN LIONS COACH s kapacitou 49 míst, s klimatizací, Wi-Fi, TV a WC, spoje jsou povinně místenkové. Linka byla prezentována jako pilotní projekt, další záměry však ČD v tiskové zprávě nenaznačily. Jízdní řád byl schválen s platností do 28. února 2020.

## Nákup společnosti VYDOS BUS
Již delší dobu se u Českých drah objevovaly nápady či záměry, že by České dráhy zajišťovaly náhradní autobusovou dopravu vlastními silami. Po záměru z roku 2009 zřidit autobusovou divizi ČD byla v roce 2018 zpracována interní analýza.
V dubnu 2022 se České dráhy a.s. staly stoprocentním vlastníkem vyškovského autobusového dopravce VYDOS BUS a.s., který v té době vlastnil kolem 80 autobusů, postupně chtějí navyšovat počet vozidel i zaměstnanců. Během roku 2022 chtějí tuto společnost přejmenovat na ČD Bus. České dráhy chtějí společnost využít pro zajištění náhradní autobusové dopravy během plánovaných výluk nebo mimořádných událostí, cílem pořízení vlastního dopravce mělo být snížení ceny za náhradní autobusovou dopravu a snížení závislosti na externích dodavatelích. Původní zakázky společnosti, tj. provozování MHD ve Vyškově a jednoho provozního souboru při výluce Brno – Adamov – Blansko, mají být dokončeny ve stávajícím rozsahu. Do funkce předsedy představenstva byl jmenován Adam Svojanovský, který u Českých drah vrcholově zaštiťoval oblast náhradní dopravy.